# Robusticoelotes
Robusticoelotes är ett släkte av spindlar. Robusticoelotes ingår i familjen mörkerspindlar.
Kladogram enligt Catalogue of Life:
| Robusticoelotes | \| \| Robusticoelotes pichoni \| \| \| \| \| \| Robusticoelotes sanmenensis \| \| \| \| |
|                 | \| \| Robusticoelotes pichoni \| \| \| \| \| \| Robusticoelotes sanmenensis \| \| \| \| |
|                 | Robusticoelotes pichoni                                                                 |
|                 |                                                                                         |
|                 | Robusticoelotes sanmenensis                                                             |
|                 |                                                                                         |